# Dypterygia multistriata
Dypterygia multistriata är en fjärilsart som beskrevs av W. Warren 1912. Dypterygia multistriata ingår i släktet Dypterygia och familjen nattflyn. Inga underarter finns listade i Catalogue of Life.